# Steinberg am See

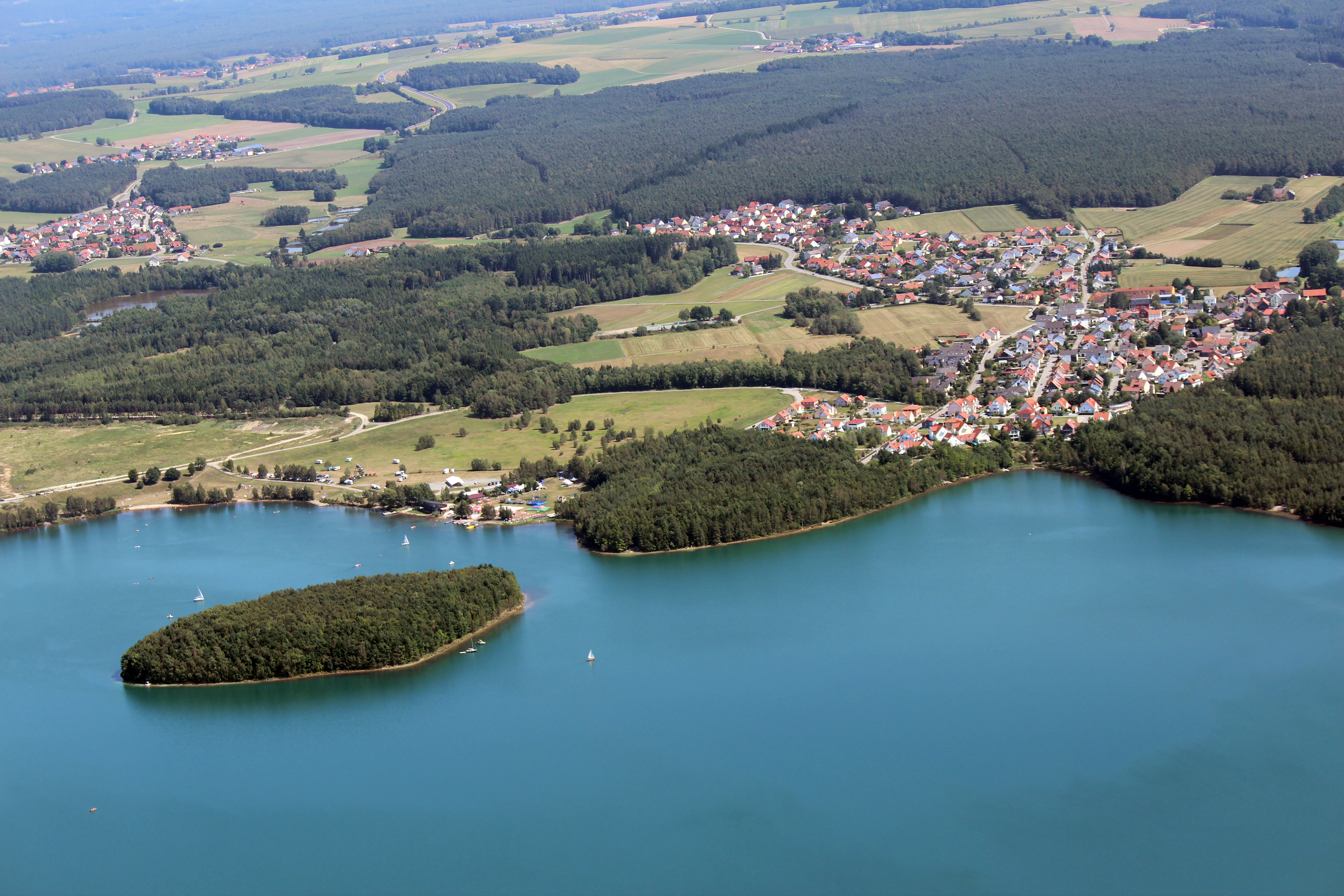
Steinberg am See (2012)

Steinberg am See ist eine Gemeinde im Oberpfälzer Landkreis Schwandorf. Sie liegt etwa 40 Kilometer nördlich von Regensburg. Sie ist Mitglied der Verwaltungsgemeinschaft Wackersdorf. Den Namenszusatz am See führt die Gemeinde seit dem 31. März 2006.

## Geographie

### Geographische Lage
Steinberg am See liegt zentral in der mittleren Oberpfalz, ungefähr zehn Kilometer östlich der großen Kreisstadt Schwandorf und etwa fünf Kilometer südöstlich von Wackersdorf, das durch die vormals geplante Wiederaufarbeitungsanlage bekannt geworden ist – und damit in der Mitte des Oberpfälzer Seenlandes, das seit Mitte der 1980er Jahre durch die Stilllegung des Braunkohletagebaus entstanden ist. Der bekannteste und größte See ist der Steinberger See.

### Gemeindegliederung
Es gibt sechs Gemeindeteile (in Klammern ist der Siedlungstyp angegeben):
| - Haid (Einöde) - Hirmerhaus (Einöde) - Oder (Weiler) | - Spitalhaus (Weiler) - Steinberg am See (Pfarrdorf) - Waldheim (Dorf) |

## Geschichte
Steinberg hat seinen Namen vom einige hundert Meter von der Ortschaft entfernten, im ebenen steinlosen Bruchgelände besonders auffallenden Felsenhügel. 1185 wird Steinberg in einer Urkunde des Klosters Waldsassen vom Papst Lucius II. erstmals urkundlich erwähnt. Die „Pfarre Stainberg“ wird 1286 im Dekanat Schwandorf erstmals genannt. Urkundlich treten die Peilsteiner 1315 als die ersten Hofbesitzer auf. Die Reisacher waren am längsten Hofmarksbesitzer (1666–1803). Das Geschlecht starb mit Kardinal Karl August Graf von Reisach aus. Am 1. Juli 1961 wurden Teile der aufgelösten Gemeinde Oder eingegliedert. 1978 bildete die Gemeinde Steinberg am See zusammen mit der Gemeinde Wackersdorf die Verwaltungsgemeinschaft Wackersdorf.
Noch vor dem großen Braunkohleboom wurde ab Ende des 19. Jahrhunderts Granit in Steinberg abgebaut. Die großen Granitblöcke aus dem Steinbruch wurden vor allem zu Pflastersteinen zerkleinert. Beispielsweise stammt das Kleinpflaster des Steinberger Friedhofs aus einem örtlichen Steinbruch.
Einen massiven Einfluss auf das Steinberg am See von heute hatte im Verlauf der Geschichte der Abbau von Braunkohle. Als Teil des Oberpfälzer Braunkohlereviers wurde vor allem im 20. Jahrhundert auch im Raum der Gemeinde Steinberg am See intensiv Braunkohle in Tagebaubetrieben gefördert. Mitte der 1980er Jahre wurde der Abbau durch die Bayerische Braunkohlenindustrie (BBI) eingestellt und die Gruben wurden im Lauf mehrerer Jahre geflutet. Dadurch sind unter anderem der Steinberger See und der Knappensee entstanden. Nach erstmaligem Vorschlag 1987 und intensiven Bemühungen von Johann Horbach wurde der Ort Steinberg im März 2006 zu Steinberg am See umbenannt. Seit der vollständigen Flutung Ende der 1980er Jahre und mit der Namensänderung des Ortes entwickelte sich vor allem der Steinberger See zum Standort für Wassersport, Tourismus und Naherholung.

### Einwohnerentwicklung
Zwischen 1988 und 2018 wuchs die Gemeinde von 1417 auf 1917 um 500 Einwohner, mit 35,3 %  der höchste prozentuale Zuwachs im Landkreis im genannten Zeitraum.

## Politik

### Gemeinderat
Die Gemeinderatswahlen seit 2014 ergaben folgende Sitzverteilungen:
| Partei/Liste | 2020  | 2014  |
| Partei/Liste | Sitze | Sitze |
| ------------ | ----- | ----- |
| CSU          | 5     | 5     |
| SPD          | 5     | 5     |
| Freie Wähler | 2     | 2     |

### Bürgermeister
Erster Bürgermeister ist seit Mai 2014 Harald Bemmerl.

### Wappen
| | Blasonierung: „In Blau über erhöhtem goldenen Dreiberg, darin schräg gekreuzt ein schwarzer Schlägel und ein schwarzes Eisen, schwebend ein silberner Adler mit grünem Zweig im Schnabel.“ |
| Wappenbegründung: Das Gemeindewappen stellt die Geschichte durch die Wiedergabe des Reisachschen Wappenführer (Adler mit Zweig im Schnabel) sinnbildlich dar, weist durch den Dreiberg auf den Ortsnamen hin und gedenkt der Rolle des Bergbaues durch das Bergmannszeichen Schlägel und Eisen. Hätte es die Bergbauindustrie nicht gegeben, wären wahrscheinlich Pflugschar und Fischnetz die besseren Symbole der Steinberger Entwicklung zwischen 1200 und 1900 gewesen. Der Gemeinderat Steinberg beschloss am 29. September 1967 die Annahme eines Wappens. Es wurde vom Heraldiker Max Reinhart in Passau ausgeführt. Das Staatsministerium des Innern erteilte unterm 8. Januar 1968 seine Zustimmung zur Annahme eines Wappens und Führung einer Fahne. Die Fahne zeigt drei Streifen in der Farbenfolge Weiß-Blau-Gelb; sie kann auch mit dem Gemeindewappen geführt werden. Das Wappen in seiner jetzigen Form wurde vom Grafiker Stefan Josef Bittl gestaltet. | |

Neben dem traditionellen Wappen hat die Gemeinde seit Anfang 2016 ein Logo und Schriftzug im eigenen Corporate Design.

## Sehenswürdigkeiten
- Steinberger See
- Katholische Kirche St. Wendelin
- Heimat- und Braunkohlemuseum[10][11]

## Verkehr
Straße
Über die Abfahrt Schwandorf Süd der Bundesautobahn A93 besteht über die Kreisstraße SAD2 und die Staatsstraße 2145 Anbindung an das Autobahnnetz. Sowohl der Steinberger See als auch der Ort sind so gut zu erreichen. Nördlich der Gemeinde führt die Bundesstraße 85 von Schwandorf nach Cham.

## Tourismus
Der Tourismus in der Gemeinde Steinberg am See konzentriert sich mit wenigen Ausnahmen auf das Areal des Steinberger Sees, welcher nach Ende des Braunkohleabbaus durch Fluten der Tagebauen entstanden ist. Mit einer Fläche von 1,84 km² ist der Steinberger See der größte See der Oberpfalz. Heute wird er gleichzeitig von Bade- und Campinggästen, Seglern und Wassersportlern genutzt. Auch mehrere Rad- und Wanderwege führen um oder am Steinberger See entlang. Im Jahr 2018 konnten die örtlichen Hotels und Ferienhäuser insgesamt rund 16.000 Übernachtungsgäste verzeichnen.
Seit Januar 2019 befindet sich am Westufer des Steinberger Sees als Teil des inMotion Parks Steinberg am See die mit 40 Metern Höhe größte begehbare Holzkugel der Welt (Erlebnisholzkugel mit Erlebnisstationen, Aussichtsplattform und Röhrenrutsche). Daneben wird mit einer Adventure-Golfanlage an den Kohleabbau um Steinberg erinnert. Dieser wird im einzigen Braunkohlemuseum Süddeutschlands in der Ortsmitte aufgezeigt.

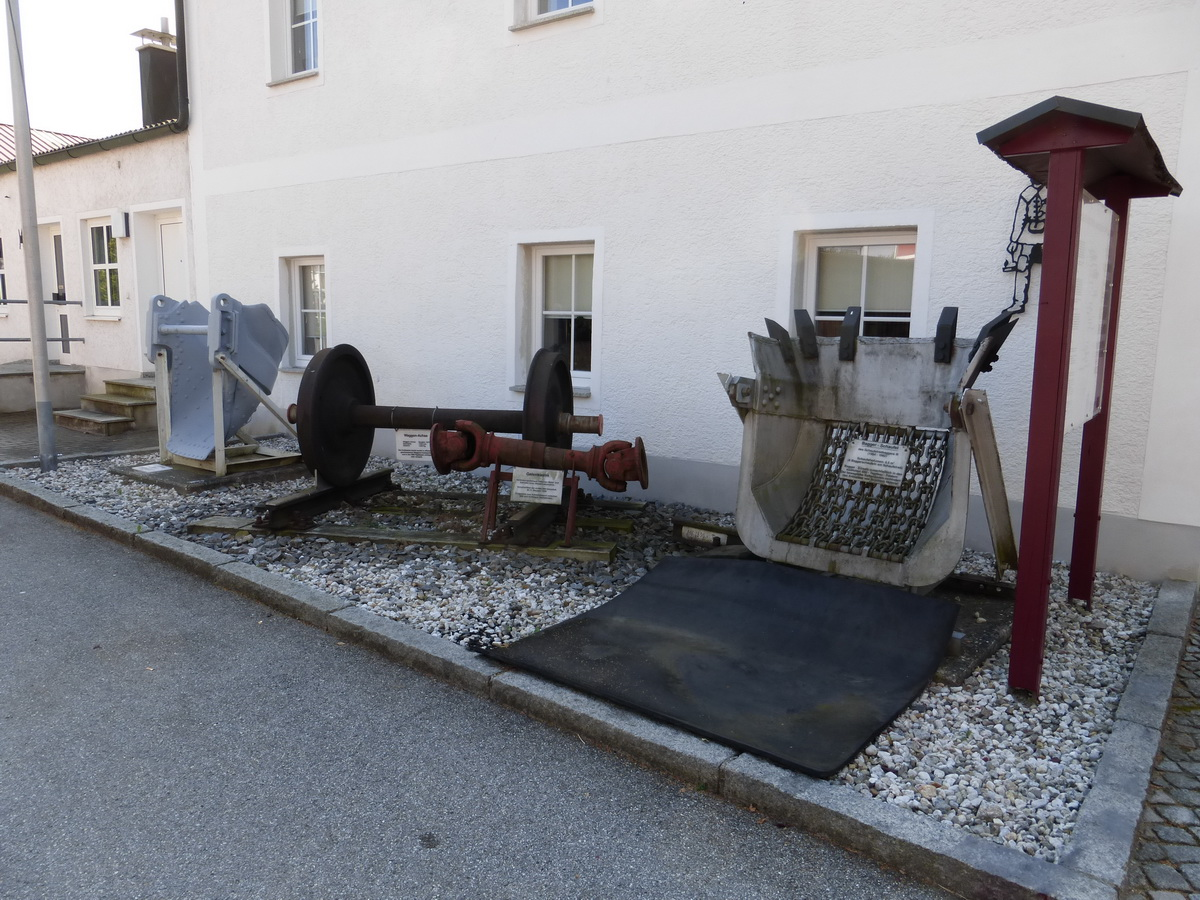
Verschiedene Exponate vor dem Heimat- und Braunkohlemuseum
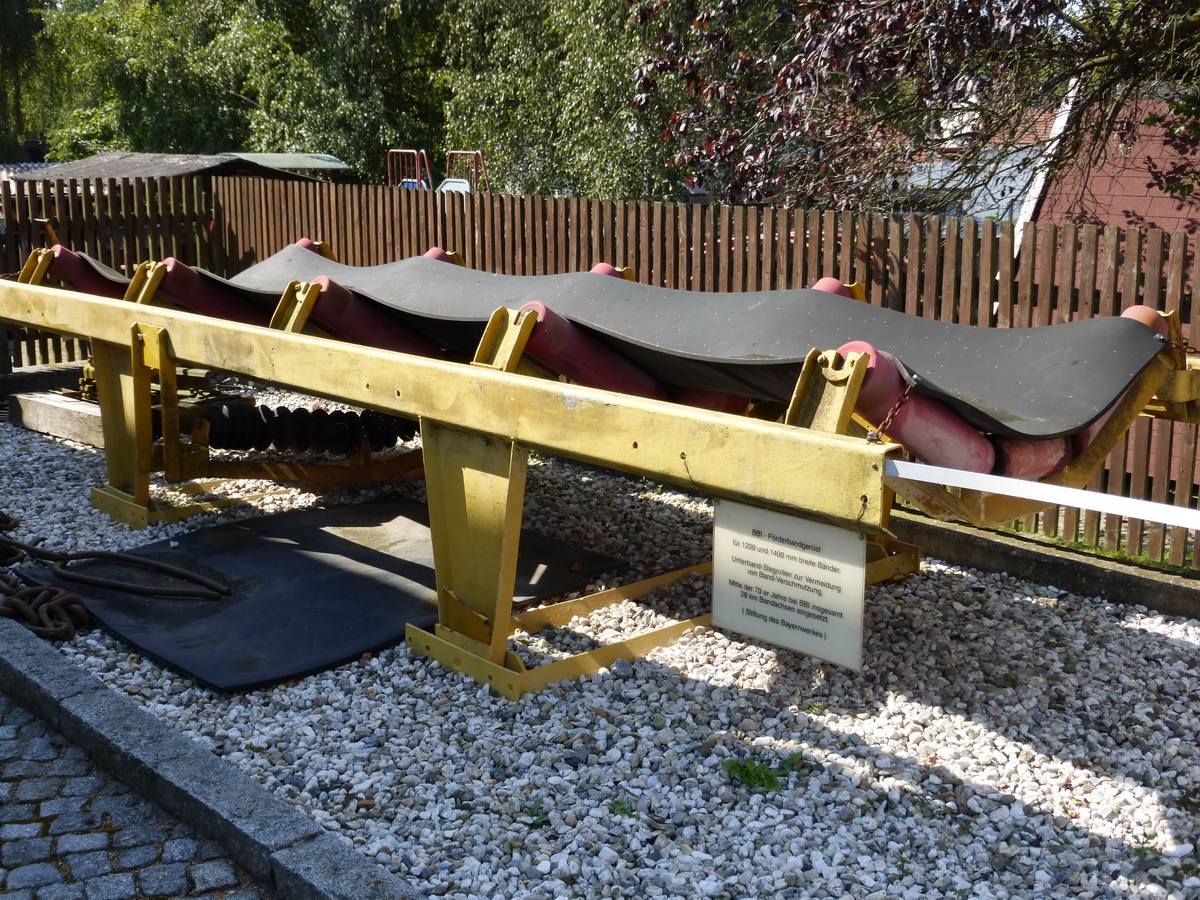
Förderbandgerüst der Bayerischen Braunkohlen Industrie AG vor dem Museum